# Dukkha
Dukkha (pāli ; sanskrit : duḥkha) est un concept central du bouddhisme, un des composants des Quatre nobles vérités. Le terme n'a pas d'équivalent exact en français mais peut être traduit par « souffrance », « malaise », « insatisfaction », ou « més-existence », « mal-être ».
Les trois premières vérités expliquent ce qu'est dukkha, son origine (le désir, la soif, taṇhā) et la possibilité de le faire cesser (nirodha) ; la quatrième noble vérité donne le chemin vers la libération (noble sentier octuple). Le Bouddha a déclaré que la raison majeure qui retient les êtres dans le samsara et les empêche de devenir éveillés est qu’ils ne comprennent pas pleinement dukkha (Dīgha Nikāya, 16, 2, 1).
On peut relier dukkha à plusieurs concepts :
- le dukkha fait partie des trois caractéristiques de l'existence ;
- la coproduction conditionnée donne une explication de la production de dukkha ;
- les kleshas créent dukkha, notamment les Trois Poisons.

## Étymologie
Le terme sanskrit « duḥkha » vient probablement des éléments suivants : « su » et « duḥ » sont des préfixes qui indiquent que quelque chose est « bon » ou « mauvais », « correct » ou « incorrect » ; le mot « kha » signifiait « trou » et représentait plus particulièrement le « moyeu d'une roue » ou l’emplacement où prenait place l’axe d’une roue. Le mot sanskrit original « sukha » signifie donc « qui tourne parfaitement », et donc « duḥkha » est souvent comparé à une roue qui ne tourne pas correctement. On pourrait donc le traduire par « qui ne tourne pas rond », « désagréable » ou « insatisfaisant » mais ce mot est généralement traduit par « souffrance ». Si une souffrance est effectivement due à quelque chose qui ne « tourne pas rond », résumer « dukkha » au mot souffrance est réducteur.
Énoncer la première vérité en disant « Toute vie est souffrance » est donc simpliste. Une traduction plus correcte serait « Toute vie est insatisfaisante » ou, encore mieux, « ne tourne pas rond ». Mais là encore impossible de traduire parfaitement l’enseignement original. La compréhension exacte de « dukkha » ne peut se faire que par la lecture des textes et des multiples exemples de « dukkha ».
Sans possibilité de traduire correctement « dukkha », il est d'usage de garder le mot original. La première vérité sera donc : « Toute vie implique dukkha ».
Selon Cécile Becker : « Si l'étymologie de ce mot est importante, c'est que, sa richesse appelle des significations nuancées en fonction des sources mais aussi des auditoires auxquels elles sont destinées. Les références aux quatre nobles vérités sont abondantes. La façon dont elles sont évoquées oriente l'attention de l'auditoire vers des réflexions aux nuances distinctes. L'exposé peut ainsi se colorer d'une intention plus moralisante ou plus conceptuelle. »

## Exposé de la première noble vérité
Voici un extrait du  « Dhammacakkappavattana sutta » : « Voici, ô moines, la noble vérité de dukkha : la naissance est dukkha, vieillir est dukkha, la maladie est dukkha, la mort est dukkha, le chagrin et les lamentations, la douleur, l'affliction et le désespoir sont dukkha, être uni avec ce que l'on n'aime pas est dukkha, être séparé de ce que l'on aime ou de ce qui plaît est dukkha, ne pas obtenir ce que l'on désire est dukkha. En bref, les cinq agrégats de l'attachement sont dukkha. »
La première noble vérité énonce donc huit types de souffrance.

## Trois aspects
Dukkha peut être considéré sous trois aspects :
- dukkha-dukkha : l'insatisfaction ordinaire ;
- vipariṇāma-dukkha : l'insatisfaction à cause du changement ;
- saṃkhāra-dukkha : l'insatisfaction liée à des états conditionnés.

### Dukkha dukkha
La souffrance ordinaire : cette expression rassemble différentes formes de souffrance (physiques et mentales) qui sont reconnues comme telles ; il s'agit de l'énumération de la maladie, vieillesse, de la lamentation, etc.

### Viparinama dukkha
Il s'agit de la souffrance du changement. Lorsque l'on vit un moment agréable, on craint déjà sa disparition. Et lorsque ce moment est passé, on souffre de s'y être attaché. Tout ce qui est impermanent est souffrance.
On trouve ici le lien entre la caractéristique d'impermanence et dukkha. 
Dans le theravada, on considère que la méditation vipassana conduit, après certains profits, à un stade de dissolution (bhanga nupassana) des phénomènes dans lequel le méditant découvre le caractère impermanent, et qui l'amènera à observer dukkha dans toute sa réalité.

### Sankhara dukkha
Cet aspect est celui du conditionnement (sankhāra ou sankhata en pali) : toute chose est conditionnée et conditionnera à son tour (c'est la coproduction conditionnée). Sur cette souffrance plus subtile reposent les autres souffrances. Même les états heureux, résultant du plaisir des sens, et même les états de conscience altérés résultant de la méditation dhyāna, relèvent de dukkha (ce qui montre l'inadéquation du seul terme de « souffrance » pour traduire « dukkha »).
Dans le Rahogata Sutta (Samyutta Nikaya, SN 36.11), un moine soulève une contradiction possible entre l'affirmation que les cinq agrégats sont dukkha et la triple distinction portant sur les sensations (vedanā) : agréables, désagréables et neutres. Le Bouddha justifie alors par l'impermanence et le conditionnement des phénomènes son affirmation que « tout ce qui est de l'ordre de la sensation est de l'ordre de la souffrance ».

### Sources
- Le premier enseignement du Bouddha, Dr Rewata Dhamma, 1997, Claire lumière.
- Dictionnaire encyclopédique du bouddhisme, Philippe Cornu, 2001, Seuil.